# Киндерхор

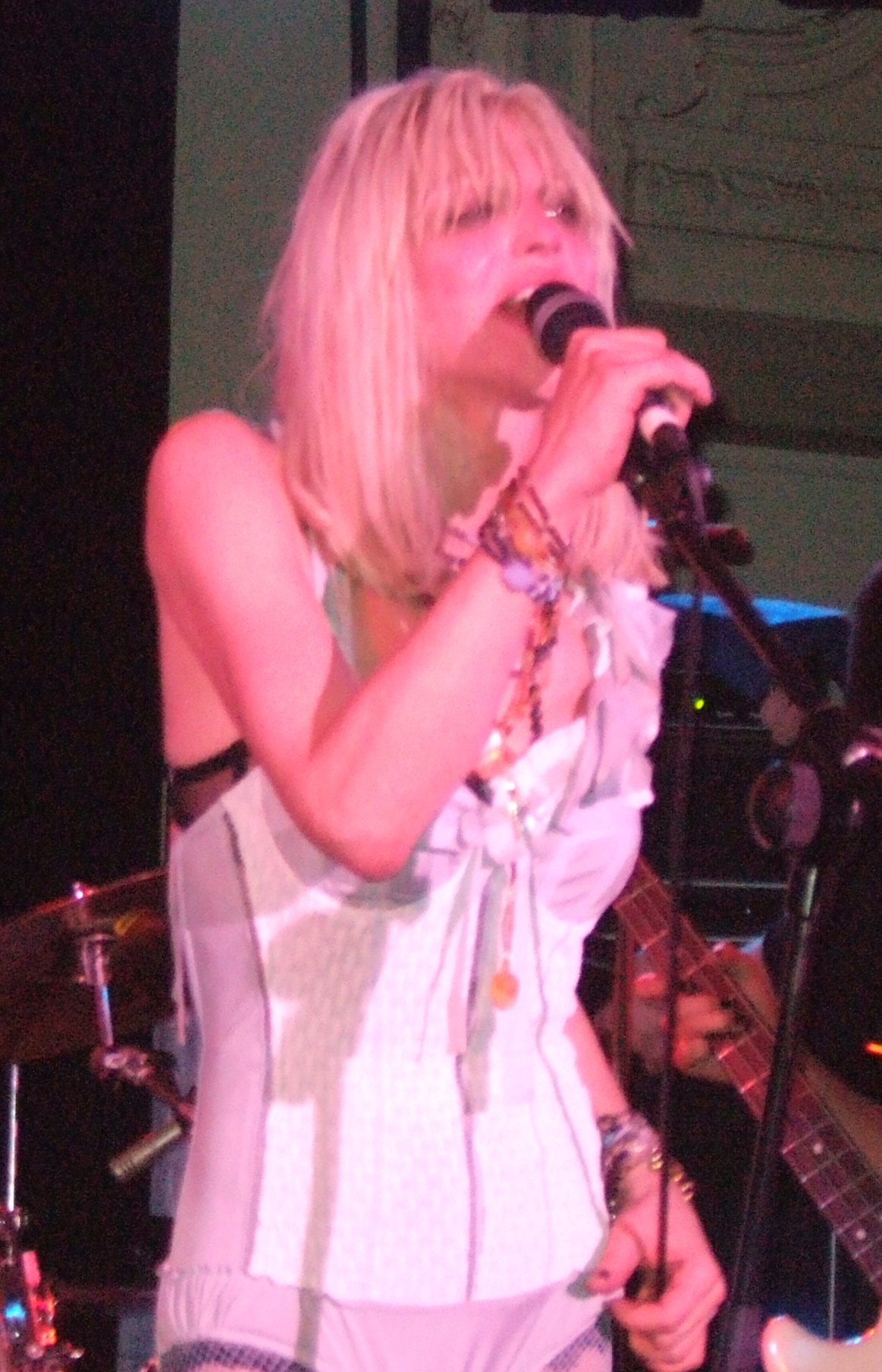
Гранж-певица Кортни Лав выступает в образе киндерхор

Киндерхор (англ. Kinderwhore, словослияние слов шлюха и ребёнок, дословно можно перевести как нимфетошлюха или кукольная шлюха) — стиль одежды, ставший популярным преимущественно среди американских женских гранж-групп в начале и середине 1990-х годов. Образ «киндерхор» состоял из порванного, растрёпанного или коротко обрезанного бэби-долла с закруглённым воротником, слип-юбок, яркого макияжа с тёмной подводкой вокруг глаз, заколок и кожаных сапог или так называемых кукольных башмачков.
Образ «киндерхор» описывали как «сильное феминистское высказывание… подразумевающее гораздо большее, нежели просто маленькое бархатное платье, рваные колготки и тупой медиалейбл. Речь шла о намеренном использовании наиболее сковывающих элементов женской эстетики „хорошей девочки“, раздувания их до уровня мультфильма и последующем подрыве с целью уничтожения любых укоренившихся комплексов». По мнению некоторых публицистов, хотя внешне стиль выглядел очень женственно, когда его экспоненты выступали на сцене, они «стояли высоко и уверенно, они размахивали гитарами, словно оружием, и выкрикивали остроумные феминистские фразы. Эти женщины подвергали сомнению культурное значение типичной красоты при помощи внешнего вида и сцены. Всё это месиво из сисек, кружев и помад было целенаправленно символическим».

## История возникновения
Родоначальницей стиля считается Кэт Бьелланд из группы Babes in Toyland, в свою очередь, Кортни Лав была той, кто популяризировала этот образ среди мейнстримовой публики, сделав его крайне популярным к 1994 году. Термин был придуман музыкальным журналистом Эвереттом Тру, наиболее известным своими публикациями в Melody Maker .
Впоследствии Кортни Лав признавалась, что она заимствовала этот образ у вокалистки группы Divinyls Кристины Ампфлетт.